# Eugène Quesnet
Eugène Quesnet ou Jean Baptiste Balthazard Eugène Quesnet (né le 26 mars 1815 à Charenton-le-Pont et mort le 5 mai 1897 à Paris) est un peintre français.

## Biographie
Eugène Quesnet est le fils de Charles Balthazard Bonaventure Quesnet, instituteur, et de Joséphine Héloise de Santeuil.
Il est l'élève de Dubufe. Il obtient en 1838 une médaille de troisième classe pour son portrait du colonel Bory-de-Saint-Vincent.
En 1850, il épouse Eugénie Aimée Fröliger.
Il meurt le 5 mai 1897 à l'âge de 82 ans.

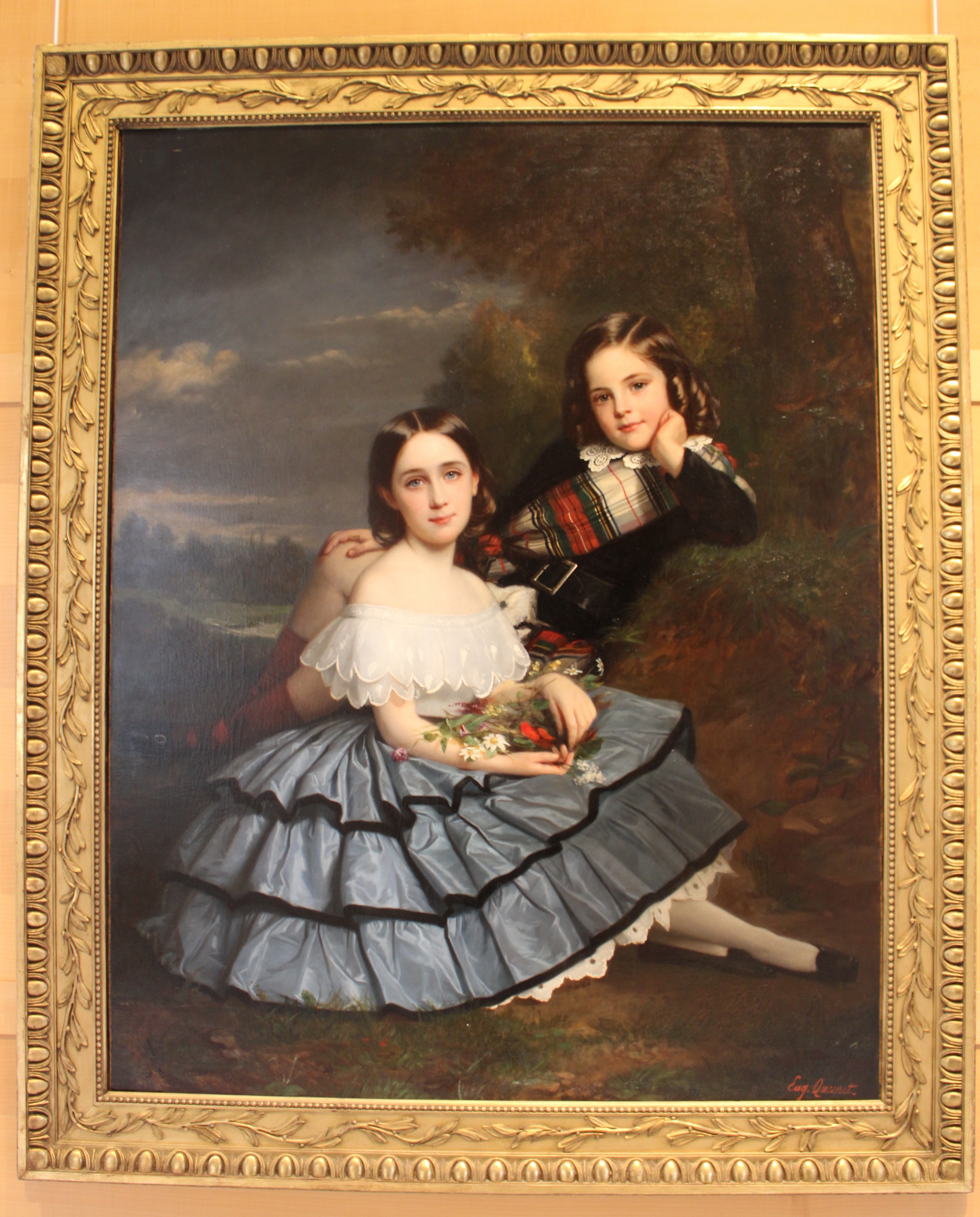
Les enfants de M. Pierre-Paul Pecquet du Bellet, 1859 (château de Blérancourt)
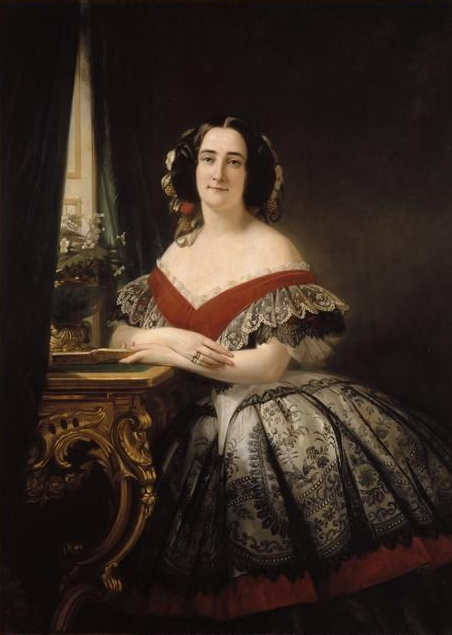
Portrait de Sarah Anne Elisabeth du Bellet, née Moncure (château de Blérancourt)
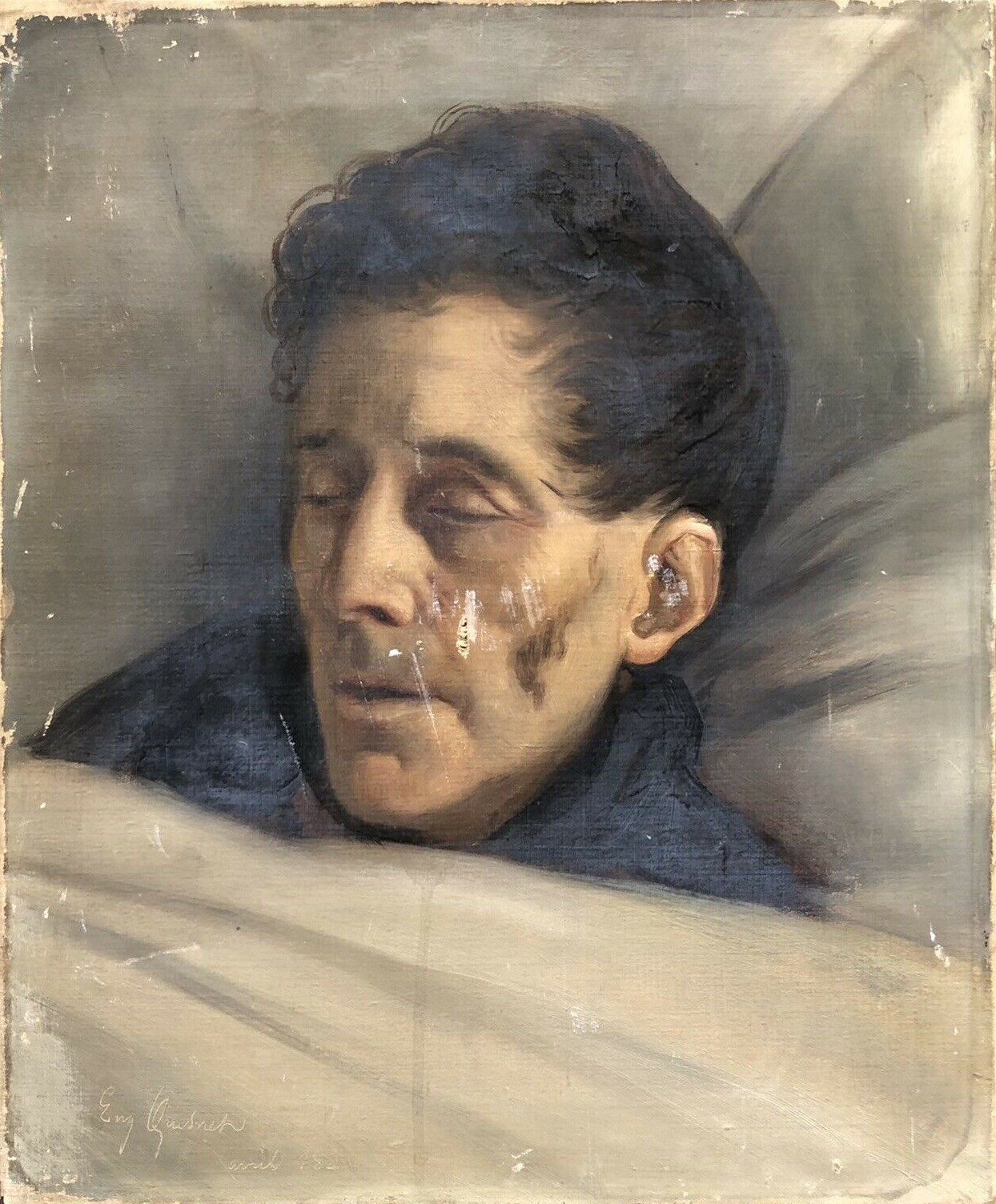
Monsieur Dosne sur son lit de mort, avril 1849

## Distinctions
- Chevalier de la Légion d'honneur (1878)[2].